# Aloys Kontarsky
Aloys Kontarsky (* 14. Mai 1931 in Iserlohn; † 22. August 2017 in Köln) war ein deutscher Pianist und Hochschullehrer. Gemeinsam mit seinem Bruder Alfons spielte er im international anerkannten Kontarsky-Duo und verantwortete zahlreiche Uraufführungen. Er war zuletzt Professor an der Kölner Musikhochschule.

## Leben
Aloys Kontarsky stammte aus dem westfälischen Iserlohn. Er erhielt mit fünf Jahren seinen ersten Klavierunterricht, wurde durch den Musikdirektor Franz Hanemann gefördert und spielte in der Kirche Orgel. Gemeinsam mit seinem Bruder Alfons (1932–2010) hatte er 1949 seinen ersten Duoauftritt. Er studierte von 1952 bis 1955 Klavier bei Else Schmitz-Gohr und Kammermusik bei Maurits Frank an der Staatlichen Hochschule für Musik Köln sowie von 1955 bis 1957 bei Eduard Erdmann an der Hochschule für Musik Hamburg. Bereits 1950 war er Teilnehmer bei den Internationalen Ferienkurse für Neue Musik in Darmstadt. Im Jahre 1955 erhielt er mit seinem Bruder Alfons den ersten Preis für Klavierduo beim Internationalen Musikwettbewerb der ARD in München. 1957 erhielt Aloys Kontarsky den Förderpreis des Landes Nordrhein-Westfalen für junge Künstlerinnen und Künstler.

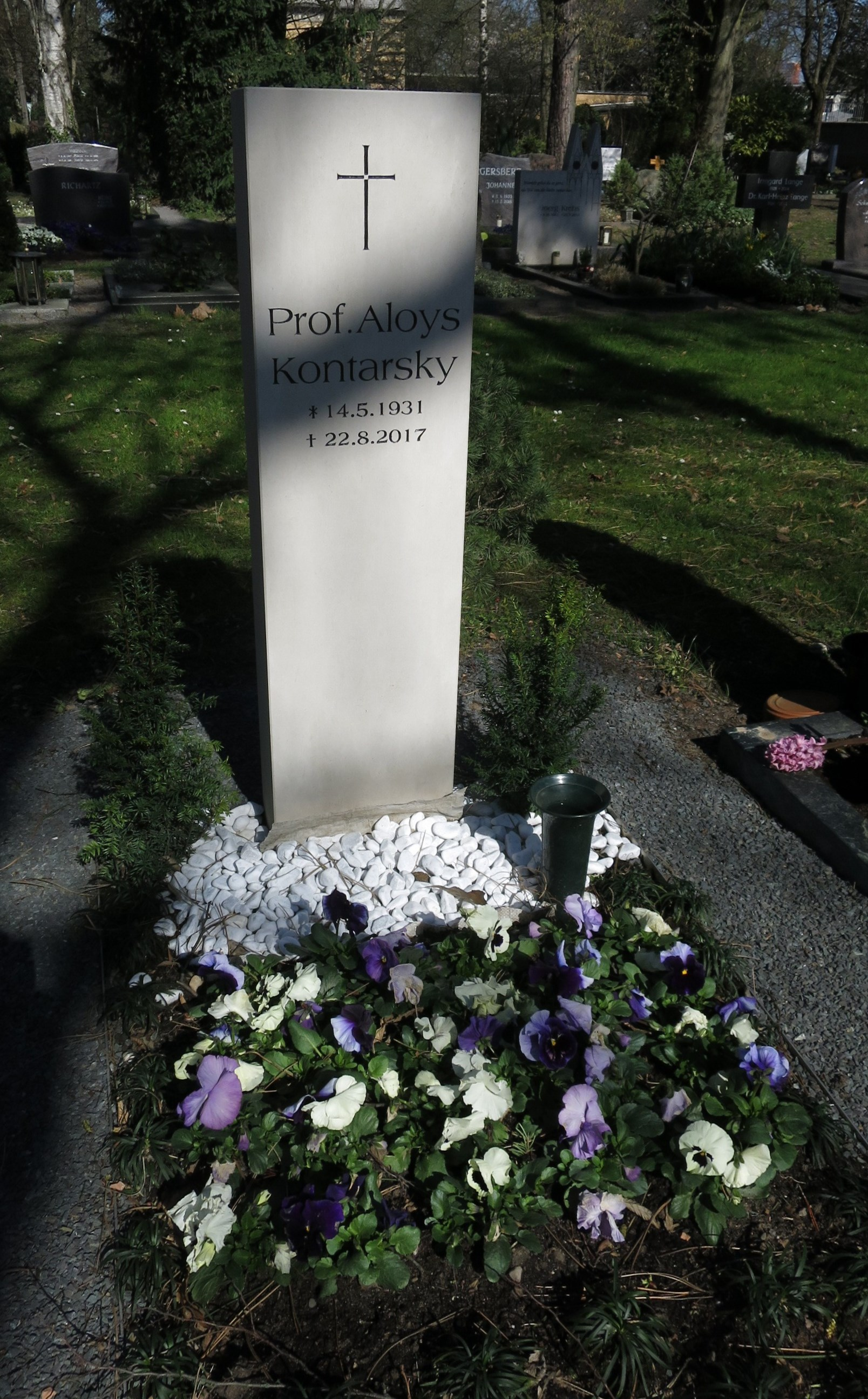
Grab auf dem Kölner Zentralfriedhof Melaten

Aloys Kontarsky trat solistisch und kammermusikalisch in Erscheinung u. a. spielte er mit Siegfried Palm, Karlheinz Zöller und Severino Gazzelloni. Als Pianist setzte er sich vor allem für Karlheinz Stockhausen ein. Seit 1957 war er mit seinem Bruder auf bald weltweiten Konzertreisen. Sie brachten zahlreiche Werke zur Ur-/Erstaufführung. Gemeinsam mit dem jüngeren Bruder Bernhard (* 1937) traten sie gelegentlich auch als Klaviertrio auf.
Im Jahre 1960 begann er seine Dozententätigkeit bei den Darmstädter Ferienkursen. Ein Jahr später war er Gründungsmitglied des Kranichsteiner Kammerensembles. Er war ferner im Programmbeirat der Ferienkurse tätig. 1962 wurde er Professor an der Darmstädter Akademie für Tonkunst. Ab 1969 war er als Professor an der Hochschule für Musik Köln tätig. Zu seinen Schülern gehörten u. a. Paulo Álvares, David Arden, James Clapperton, Christoph Delz, Herbert Henck, Marcus Kretzer, Michael Obst, Cristian Petrescu, Steffen Schleiermacher und Kevin Volans. Er war Ehrenmitglied des Deutschen Musikrates und der Bernd-Alois-Zimmermann-Gesellschaft.
Im Jahr 1983 erkrankte er schwer und musste seine Konzerttätigkeit beenden. 2017 verstarb Aloys Kontarsky im Alter von 86 Jahren in Köln und wurde auf dem dortigen Zentralfriedhof Melaten (Flur 101 Nr. 118) bestattet.

## Schriften
- Schöpferischer Interpret und Lehrer: zum 10. Todestag von Eduard Erdmann, in: Musik im Unterricht Bd. 59 (1968), S. 252–254 (mit Alfons Kontarsky)
- »Scheinfinale mit Variationen«: Mauricio Kagels Wege um das Pianoforte, in: Werner Klüppelholz (Hg.): Kagel …/1991, DuMont, Köln 1991, ISBN 3-7701-2813-3, S. 231 ff.
- Notation Neuer Musik: [Zusammenfassung dessen, was auf dem Kongreß „Notation Neuer Musik“ innerhalb der 19. Internationalen Ferienkurse für Neue Musik 1964 abgehandelt und diskutiert worden ist] (= Darmstädter Beiträge zur neuen Musik; 9). Schott, Mainz [u. a.] 1995, ISBN 3-7957-1566-0, S. 92–109.